# 高吸水性高分子
高吸水性高分子（こうきゅうすいせいこうぶんし、英語：Superabsorbent polymer、略称：SAP）は、特に高い水分保持性能を有するように設計された高分子製品である。紙おむつや生理用ナプキンなどの吸収体に多く用いられ、吸収性ポリマー、高吸水性樹脂、高分子吸収体などとも呼ばれる。

## 概要
高吸水性高分子は自重の数百倍から約千倍までの水を吸収、保持できるが、水の中にナトリウムやカリウムなどの陽イオンが存在すると吸収力が著しく低下するため、尿や血液などの体液の吸収に使用する場合の吸収力は、水に対するものより低い。
アクリル酸の重合体はカルボキシル基を多数持つために非常に親水性が高く、さらに網目構造に架橋させ、ナトリウム塩の形とすると高い吸水性を持つゲルとなり、優れた特性を示すことから、現在ではポリアクリル酸ナトリウムが主流となっている。

## 用途
ポリアクリル酸ナトリウムを顆粒状にしたものが紙おむつ、生理用品などに多く使用されている。園芸・観葉植物用途では、着色や肥料成分の添加などが行われたものが「クリスタルソイル」等の名称で販売されている。
他に、蓄冷剤、ドリップ吸収材、結露防止剤、芳香剤、携帯簡易トイレ、洗剤原料、顔料分散剤、繊維処理剤、水処理剤、製油助剤、パッキン、食品添加物、砂漠緑化などの用途がある。
用途により、吸水量(吸水倍率)のみならず、吸水速度、保水性(加圧しても水を再放出しない特性)、徐放性、増粘性、凝集力、耐塩基性、耐候性などの異なる特性が求められる。高吸水性のタイプは水溶液重合法、急速吸水タイプは懸濁重合法というように、目的の適性が得やすい重合方法が選ばれる。

## 歴史
- 1960年代 - ポリビニルアルコール、ポリエチレングリコールなど、水溶性モノマーを重合した樹脂が実用化され、親水性、吸水性が着目される。
- 1974年 - アメリカ合衆国農務省(USDA)北部研究所が100倍を超える高吸水性を持つアクリロニトリル系高分子化合物「Super Slurper」を発表。
- 1975年 - 日本の三洋化成工業株式会社が「サンウェット」を開発。
- 1978年 - 三洋化成工業がサンウェットで世界初の商業生産を開始。
- 1983年 - 株式会社日本触媒がポリアクリル酸ナトリウム系の「アクアリック」を開発。
- 1984年 - 製鉄化学工業がアクアキープで商業生産を開始。
- 1988年 - 日本触媒が米国テネシー州に工場設立。
- 2001年 - 三洋化成工業と三菱化学株式会社が専業のサンダイヤポリマー株式会社（現・SDPグローバル株式会社）を創設。
- 2005年 - サンダイヤポリマーが中国南通市に工場設立。

## 生産メーカー
- 日本：日本触媒・住友精化・SDPグローバル(三洋化成工業と豊田通商の合弁企業)・花王
- ドイツ：BASF・エボニック
- 韓国：LG化学